# Nellie Melba

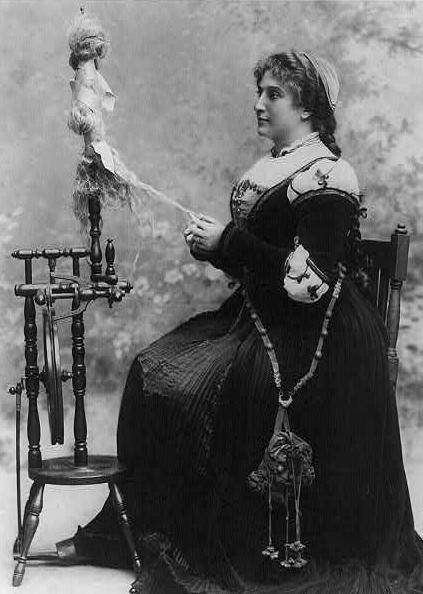
Melba em Faust

Dama Nellie Melba GBE (19 de maio de 1861 - 23 de fevereiro de 1931), nascida Helen "Nelie" Porter Mitchell, foi uma soprano operística australiana. Ela tornou-se uma das mais famosas cantoras do fim da Era vitoriana e do início do século XX. Ela foi a primeira australiana a receber reconhecimento internacional como uma musicista clássica.
Melba estudou canto em Melbourne e fez um modesto sucesso em performances lá. Após um breve e infeliz casamento, ela mudou-se para a Europa a procura de sua carreira no canto. Não encontrando trabalhos em Londres em 1886, ela estudou em Paris e logo fez um grande sucesso em Bruxelas. Retornando à Londres ela rapidamente estabeleceu-se como uma soprano lírica no Covent Garden, a partir de 1888. Ela logo alcançou o sucesso em Paris e em toda a Europa e por último no Metropolitan Opera House, Nova Iorque, debutando lá em 1893. Seu repertório foi pequeno: em toda sua carreira ela não cantou mais que 25 papéis e ficou lembrada com apenas dez. Ela foi conhecida por suas performances nas óperas francesas e italianas, mas também cantou ópera alemã.
Durante a Primeira Guerra Mundial, Melba começou seus trabalhos de caridade. Ela retornou a Austrália frequentamente durante o século XX, cantando em óperas e concertos e construiu uma casa para ela perto de Melbourne.

## Vida e carreira

### Primeiros anos
Melba nasceu em Richmond, Vitória, a mais velha de sete filhos de David Mitchell e sua esposa, Isabella Mitchell (nascida Dorn). Mitchell, um escocês, imigrou para Austrália em 1852, começando uma bem-sucedida carreira de construtor. Melba teve aulas de piano e sua primeira apresentação de canto em público aconteceu aos seis anos de idade. Ela foi educada em uma escola local e posteriormente no Colégio Presbiteriano para Moças. Ela estudou canto com Mary Ellen Christian (uma aluna formada de Manuel García) e Pietro Cecchi, um tenor italiano que era muito respeitado como professor de canto em Melbourne. Melba continuou a apresentar-se, na adolescência, em concertos amadores em toda Melbourne e também tocou o órgão da igreja local. Seu pai encorajou-a a continuar os estudos musicais, mas desaprovou que ela levasse o canto como profissão. A mãe de Melba morreu repentinamente em 1880 e ela mudou-se para Queensland.
Em dezembro de 1882, Melba casou-se com Charles Nesbitt Frederick Armstrong (1858-1948), o filho mais novo de Sir Andrew Armstrong. Eles tiveram um filho, George, nascido em 1883. O casamento não foi bem-sucedido; Charles agrediu sua esposa mais de uma vez. O casal se separou após um ano e Melba retornou para Melbourne determinada a seguir a carreira de cantora, debutando profissionalmente em concertos em 1884. Com um forte sucesso local, ela viajou para Londres a procura de oportunidades. Sua estreia no Prince's Hall foi em 1886, tendo pouca expressão, tendo feito um trabalho sem sucesso de uma obra de Sir Arthur Sullivan, Carl Rosa e Augustus Harris. Então ela foi para Paris, para estudar com a professora Mathilde Marchsi, que instantaneamente reconheceu o potencial da jovem cantora. Melba fez um rápido progresso que a permitiu cantar a "Cena triste" de Hamlet de Ambroise Thomas no matinée musicale na casa de Marchesi em dezembro de 1886, na presença do compositor.
O talento da jovem cantora era tão evidente, que apenas um ano após começar as aulas com Marchesi, ela fechou um contrato de dez anos com o empresário Maurice Strakosch. Após ela ter assinado, ela recebeu uma oferta melhor do Teatro de la Monnaie, Bruxélas, mas Strakosch não estava disposto a liberá-la. Ela acabou desesperada quando o assunto se resolveu com a morte repentina de Strakosch. Ela fez sua estreia operística como Gilda em Rigoletto de Giuseppe Verdi no La Monnaie no dia 12 de outubro de 1887. O crítico Herman Klein descreveu sua Gilda como "um triunfo instantâneo do jeito mais enfático, seguido, poucas noites depois, de um sucesso igual da sua Violetta em La traviata". Foi nessa época, em que Marchesi a aconselhou em adotar o nome de "Melba", uma contração de sua cidade natal.

### Londres, Paris e Nova Iorque
Melba fez sua estreia no Covent Garden em maio de 1888, no papel título em Lucia di Lammermoor de Gaetano Donizetti. Ela recebeu uma recepção amiga, mas não excitada. O The Musical Times escreveu, "Madame Melba é uma vocalista fluente e uma representante respeitável das partes de soprano leves, mas ela carece de um charme pessoal, necessário para as grandes figuras dos palcos líricos". Ela ficou ofendida quando Augustus Harris, então responsável pelo Covent Garden, a ofereceu seu único papel, o pequeno Oscar de Un ballo in maschera, para a temporada seguinte. Ela deixou a Inglaterra, nunca mais voltando. O ano seguinte, ela apresentou-se na Opéra em Paris, no papel de Ophélie em Hamlet.

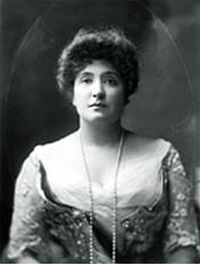

Melba foi persuadida por Lady de Grey a voltar para a Inglaterra e Harris colocou-a em Romeu e Julieta, que foi apresentada em junho de 1889, coestrelado, com Jean de Reszke. Após sua apresentação, ela voltou para Paris como Ophélie, Lucia di Lammermoor, Gilda em Rigoletto, Marguerite em Faust e Julieta. Em óperas francesas, sua pronúncia foi pobre, mas o compositor Léo Delibes disse que não se importava se ela cantava em francês, italiano, alemão, inglês ou chinês, desde que ela cantasse.
No começo da década de 1890, Melba embarcou em um relacionamento com o Príncipe Filipe, Duque de Orléans. Eles eram vistos juntos frequentemente em Londres, as suspeitas e fofocas eram grandes, mas aumentaram quando Melba viajou toda a Europa até São Petersburgo para cantar para Tsar Nicolau II e o Duque a seguiu de perto e eles foram vistos juntos em Paris, Bruxelas, Viena e São Petersburgo.  Armstrong seguiu os processos para o divórcio, acusando Melba de adultério, nomeando o Duque como correspondente; ele foi persuadido a largar o caso, mas o Duque decidiu fazer um safari de dois anos pela África (sem Melba), o que foi apropriado para o momento. Ele e Melba nunca falaram sobre seu relacionamento. Nos primeiros anos da década, Melba apareceu nas maiores casas de ópera, incluindo Milão, Berlim e Viena.
Melba cantou o papel de Nedda em Pagliacci no Covent Garden em 1893, logo após a première italiana da obra. O compositor estava presente e disse que o papel nunca havia sido cantado tão bem. Em dezembro do mesmo ano, Melba cantou no Metropolitan Opera House em Nova Iorque pela primeira vez. Como na sua première no Covent Garden, ela apareceu no Met como Lucia e como aconteceu no Covent Garden, ela teve um pequeno sucesso. Sua performance em Romeu e Julieta, no fim da temporada, foi um triunfo e estabilizou-a como uma prima donna, sucedendo Adelina Patti.
A partir da década de 1890, Melba cantou a maior parte de suas performances no Covent Garden, a maioria delas no repertório de soprano lírico, mas com papéis mais pesados, também. Ela cantou os papéis título de Elaine  de herman Bemberg e Esmeralda de Arthur Goring Thomas. Suas partes italianas incluíram Gilda em Rigoletto, Aida, Desdemona em Otello, Luisa em I Rantzau de Pietro Mascagni, Nedda em Pagliacci, Rosina em Il barbiere di siviglia, Violetta em La traviata e Mimi em La Bohème. Seu repertório francês contava com Julieta em Romeu e Julieta, Marguerite em Faust, Marguerite em Les Huguenots, Hélène de Camille Saint-Saëns (que foi escrito para ela ) e Micaëla em Carmen.
Melba não foi muito reconhecida como uma cantora wagneriana, cantando ocasionalmente Elsa em Lohengrin e Elisabeth em Tannhäuser. Ela recebeu um certo reconhecimento nesses papéis. Em 1896, no Metropolitan Opera House, ela interpretou o papel de Brünnhilde em Siegfried, no qual ela não teve muito sucesso. O seu papel mais frequente nessa casa foi Marguerite de Faust, de Charles Gounod, papel que ela estudou sob a supervisão do próprio compositor. Ela nunca cantou nenhuma das óperas de Wolfgang Amadeus Mozart, tendo a voz ideal para essas óperas.
Seu repertório em toda a carreira contou com 25 papéis, de quais, o obituarista do The Times escreveu: "apenas dez dessas operas serão lembradas como dela mesma"

### Século XX

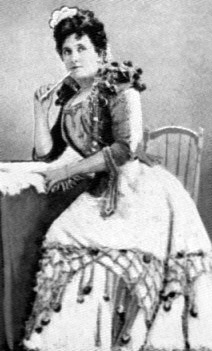

Já estabelecida como estrela líder na Grã-Bretanha e na América, Melba fez sua primeira visita a Austrália em 1902/03 para uma turnê de concertos, também fazendo turnês na Nova Zelândia. Os lucros foram tamanhos, que ela retornou para mais quatro turnês durante sua carreira. Na Grã-Bretanha, Melba fez uma campanha em nome da ópera La Bohème de Giacomo Puccini. Ela cantou a parte de Mimi pela primeira vez em 1899, tendo estudado com o próprio compositor. O entusiasmo do público foi tamanho, que a peça foi reapresentada em 1902, quando ela apresentou com Enrico Caruso pela primeira vez no Covent Garden, primeira de várias. Ela cantou Mimi para Oscar Hammerstein I em sua casa de ópera em Nova Iorque, em 1907. Após seu sucesso inicial em Bruxélas e Paris na década de 1880, Melba cantou sem frequência no continente europeu.
Mesmo com ela chamando o Covent Garden de "minha casa artística", suas aparições na casa tornaram-se menos frequentes no século XX. Uma das razões para isso acontecer foi pelos seus desentendimentos com Sir Thomas Beecham, que estava no controle da casa de ópera a partir de 1910 até sua aposentadoria. Ela comentou: "Eu não gosto de Beecham e de seus métodos". Outro fator que contribuiu para suas reduções de aparições no Covent Garden foi a aparição da soprano Luisa Tetrazzini, uma soprano dez anos mais nova, que tornou-se um grande sucesso em Londres e posteriormente em Nova Iorque, nos mesmos papéis relacionados com Melba. A terceira razão era que ela tomou a decisão de passar mais tempo na Austrália. Em 1909, ela realizou a chamada "Turnê Sentimental", onde ela viajou 16 mil km, atingindo até territórios remotos. Em 1911, em companhia da companhia J. C. Williamson, ela apareceu em uma temporada operística.
Em 1909, Melba comprou uma propriedade em Coldstream, uma cidade pequena perta de Melbourne e em 1912 ela construiu o Coombe Cottage. Ela também criou uma escola de música em Richmond, que mais tarde virou o Conservatório de Melbourne. Ela estava na Austrália quando começou a Primeira Guerra Mundial e assim ela começou a ajudar atingidos pela guerra, doando 100 000 libras. Em reconhecimento disso, ela foi feita Dama Comandante da Ordem do Império Britânico em março de 1918.
Em 1922 Melba retornou à Austrália, onde cantou os imensamente bem-sucedidos "Concertos para o Povo" em Melbourne e Sydney, com entradas acessíveis, atraindo 70 000 pessoas. Em 1926 ela fez sua apresentação de despedida no Covent Garden, cantando cenas de Romeu e Julieta, Otello e La Bohème.
Em 1929 ela retornou à Europa pela última vez e então visitou o Egito. Sua última performance foi em Londres, em um concerto de caridade no dia 10 de junho de 1930. Ela retornou à Austrália, mas faleceu no Hospital São Vincente, em Sydney, em 1931, aos 69 anos de idade, de sepse, que desenvolveu após uma cirurgia facial feita na Europa. A morte marcou a primeira página da maioria dos jornais da Austrália, Reino Unido, Nova Zelândia e Europa. Billboards de muitos países simplesmente disseram: "Melba morreu".
Sua lápide traz as palavras de Mimi: "Addio, senza rancor" (Adeus, sem rancor).